# Ediane Maria
Ediane Maria do Nascimento (Floresta, 10 de outubro de 1983), ou apenas Ediane Maria, é uma trabalhadora doméstica e política brasileira, filiada ao Partido Socialismo e Liberdade (PSOL), fundadora do movimento negro Raiz da Liberdade e militante do Movimento dos Trabalhadores Sem-Teto (MTST), onde exerce a função de coordenadora estadual.
Nas eleições de 2022, foi eleita como deputada estadual pelo PSOL no Estado de São Paulo com cerca de 175 mil votos, sendo a primeira empregada doméstica a exercer o cargo na Assembleia Legislativa de São Paulo.

## Biografia
Ediane é natural de Floresta (PE) mas mudou-se para Estado de São Paulo no ano de 2002 quando tinha 18 anos de idade e passou a trabalhar como empregada doméstica na capital paulista. Porém, apenas no ano de 2015 passou a ter o seu primeiro registro em carteira assinada.
Em 2017 concluiu os estudos por meio da Educação de Jovens e Adultos (EJA) e integrou a ocupação Povo sem Medo de São Bernardo do Campo, a qual chegou a ter cerca de 12 mil famílias.
É moradora do bairro Sítio dos Vianas, periferia de Santo André, mãe solteira de quatro filhos e bissexual. Ediane costuma se apresentar em rodas de samba como cantora, sendo que o estilo musical a fez perceber a importância da mulher negra e a fez deixar de alisar seus cabelos, especialmente ao conhecer mais a fundo a história dos negros do Brasil.

## Atividade política
Ediane conheceu o MTST em 2017 quando percebeu desperdícios durante a fila no programa Viva Leite, que destinada leite para filhos de famílias vulneráveis, e ajudou a organizar melhor as sobras da distribuição. Foi assim que conheceu integrantes do MTST e logo passou a participar do movimento. Posteriormente veio a se tornar coordenadora estadual do coletivo. Em menos de um ano dentro do movimento, começou a coordenar cerca de 800 famílias na Ocupação Marielle Franco, no bairro paulistano Grajaú.
Em junho de 2022, durante protesto contra a fome realizado pelo MTST em frente ao Shopping Iguatemi São Paulo, Ediane defendeu o movimento após integrantes do Movimento Brasil Livre (MBL) protocolarem requerimento ao Ministério Público para considerar o MTST uma organização criminosa. Em nota, a coordenadora do movimento afirmou que os integrantes lutam em defesa da Constituição, para erradicar a pobreza e desigualdade social e teceu críticas ao MBL.
Em março de 2022, foi motivada e apoiada diariamente em sua campanha por Guilherme Boulos, deputado federal mais votado pelo estado de SP nas eleições de 2022, para o cargo de deputada estadual pelo PSOL. Foi eleita com 175.617 votos, sendo a terceira deputada estadual mais votada da Região do Grande ABC. Em seu mandato, pretende dar visibilidade às discussões sobre raça, gênero e sobre os movimentos por moradia que, segundo ela, tem sido injustamente marginalizados e tidos como "terroristas" e "oportunistas".

## Desempenho em eleições
| Ano  | Eleição               | Partido | Cargo             | Votos           | Resultado |
| ---- | --------------------- | ------- | ----------------- | --------------- | --------- |
| 2022 | Estadual em São Paulo | PSOL    | Deputada Estadual | 175.617 (0,75%) | Eleita    |